# Верхнекривинский сельсовет
Верхнекривинский сельсовет (бел. Верхнякрывінскі сельсавет) — административная единица на территории Бешенковичского района Витебской области Белоруссии. Административный центр — агрогородок Верхнее Кривино. 

## Состав
Верхнекривинский сельсовет включает 55 населённых пунктов:
- Бикложа — деревня.
- Боровцы — деревня.
- Будники — деревня.
- Верхнее Кривино — агрогородок.
- Ганковичи — деревня.
- Голыни — деревня.
- Горбачи — деревня.
- Граково — деревня.
- Добригоры — деревня.
- Двуречье — деревня.
- Дубки — деревня.
- Дубровка — деревня.
- Елишево — деревня.
- Заборье — деревня.
- Заградье — деревня.
- Застаринье — деревня.
- Заходно — деревня.
- Козиное Село — деревня.
- Коробово — деревня.
- Кощево — деревня.
- Красные Будники — деревня.
- Кривино — деревня.
- Кривое Село — деревня.
- Лаппы — деревня.
- Макаровичи — деревня.
- Малые Голыни — деревня.
- Мильковичи — деревня.
- Москаленки — деревня.
- Наумовка — деревня.
- Нижнее Кривино — деревня.
- Новые Ранчицы — деревня.
- Озерки — деревня.
- Осиновка — деревня.
- Асовец — деревня.
- Палицы — деревня.
- Пироги — деревня.
- Пожарище — деревня.
- Ржавка — агрогородок.
- Романово — деревня.
- Рубеж — деревня.
- Рудые — деревня.
- Русилки — деревня.
- Санники — деревня.
- Семенцово — деревня.
- Стародворцы — деревня.
- Старые Ранчицы — деревня.
- Стаськово — деревня.
- Телепни — деревня.
- Телепы — деревня.
- Хизова — деревня.
- Хмельник — деревня.
- Храповищено — деревня.
- Шарипино — деревня.
- Шаламы — деревня.
- Щипцы — деревня.

## Инфраструктура
- 3 торговых предприятий  Бешенковичского РайПО

- Отделение почтовой связи Ржавка

## Промышленность
- Закрытое акционерное общество «АСБ-АгроНоватор»
- Государственное предприятие «ПолитотделецАгро»

## Образование
- Государственное учреждение образования «Ржавский детский сад-базовая школа» имени Мирза Гедеоновича Геловани

## Здравоохранение
- Ржавский фельдшерско-акушерский пункт
- Рубежский  фельдшерско-акушерский пункт

## Культура
- Ржавский сельский Дом культуры
- Верхнекривинский сельский Дом культуры

## Достопримечательность
- 3 памятника воинам землякам д. Ганковичи, аг. Верхнее Кривино, аг. Ржавка
- 3 братские могилы советским воинам и партизанам д. Пожарище, д. Стародворцы
- Могила советскому воину-летчику аг. Ржавка
- Парк «Соломинка»  д. Добригоры
- Николаевская церковь д. Добригоры
- Братская могила д. Санники
- Стоянки (6) д. Асовец
- Городища железного века д. Рубеж, д. Застаринье
- Церковь Святителя Николая Чудотворца (Святониколаевская церковь) д. Добригоры

## Известные уроженцы
- Рутько, Виктор Иванович (1899—1977) — советский военачальник, полковник. Родился в деревне Голыни.
- Строчко, Иван Иванович (1919—2001) —  Герой Советского Союза.